# Lago Assal
Il lago Assal (in francese Lac Assal, in arabo بحيرة عسل‎?, Buḥayrah ʿAsal, lett. "lago del miele") è un lago che si trova nel Gibuti, nel cosiddetto triangolo di Afar. Con i suoi 155 metri sotto il livello del mare rappresenta il punto più basso d'Africa. La profondità massima delle sue acque è inferiore ai 20 metri, ma la gran parte del suo invaso geologico è riempita di concrezione di sale per un'ulteriore profondità di centinaia di metri.
Si tratta di un bacino lacustre endoreico, e a causa delle elevate temperature che si registrano in questa zona l'acqua del lago è soggetta a forti e rapidi fenomeni di evaporazione, causa diretta dell'elevata salinità di queste acque, anche dieci volte più salata dell'acqua del mare. Un fenomeno simile, ma con salinità ancora maggiori, si può ritrovare in Antartide, nel lago Don Juan, e in Etiopia, nel lago Gaet'ale. Il lago Assal non ha emissari e l'immissario principale è rappresentato dall'acqua marina che filtra dal terreno attraverso falde sul breve istmo che lo separa dal mare.

## Galleria d'immagini

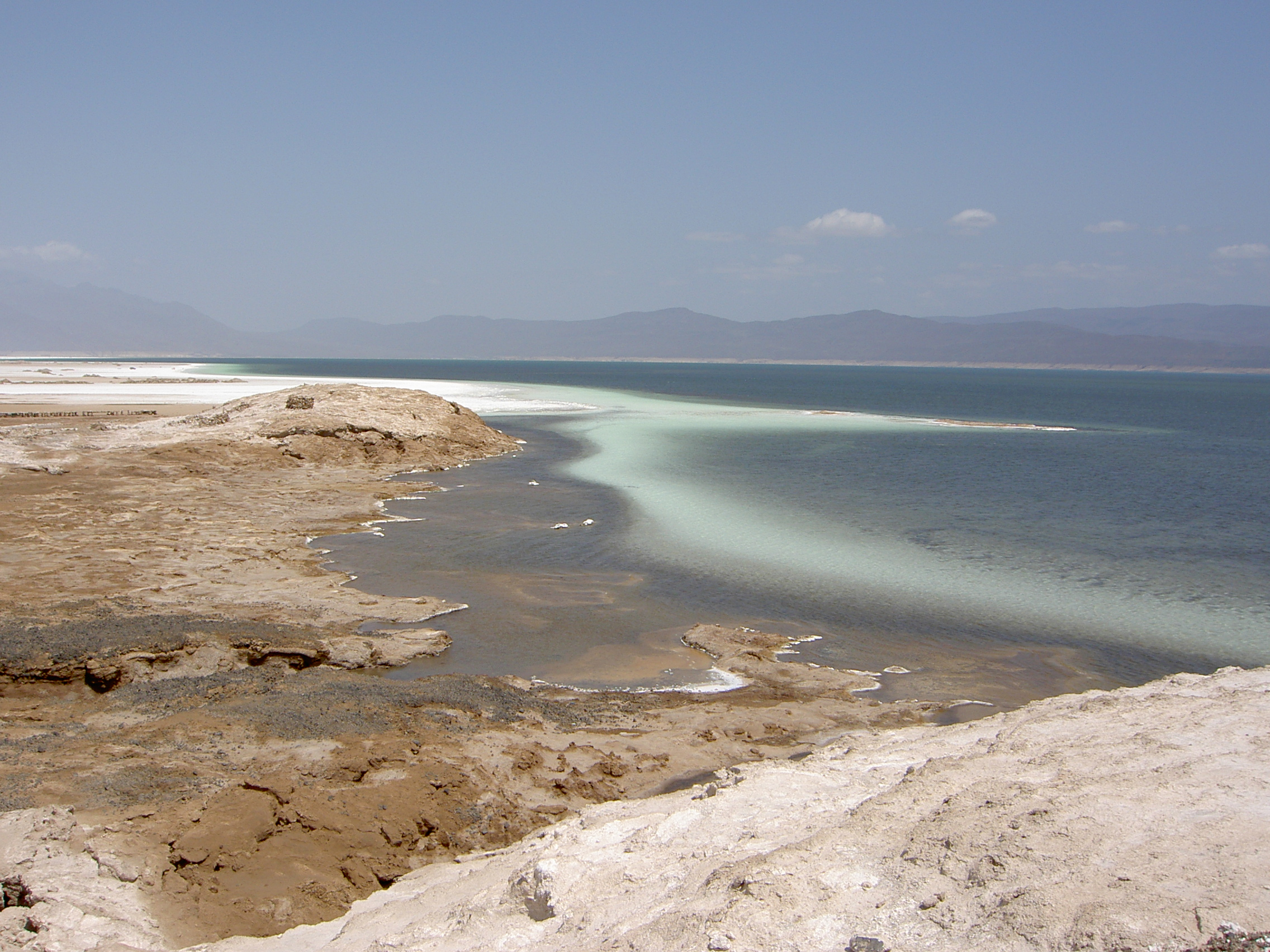
Lago Assal, con le saline sulla destra
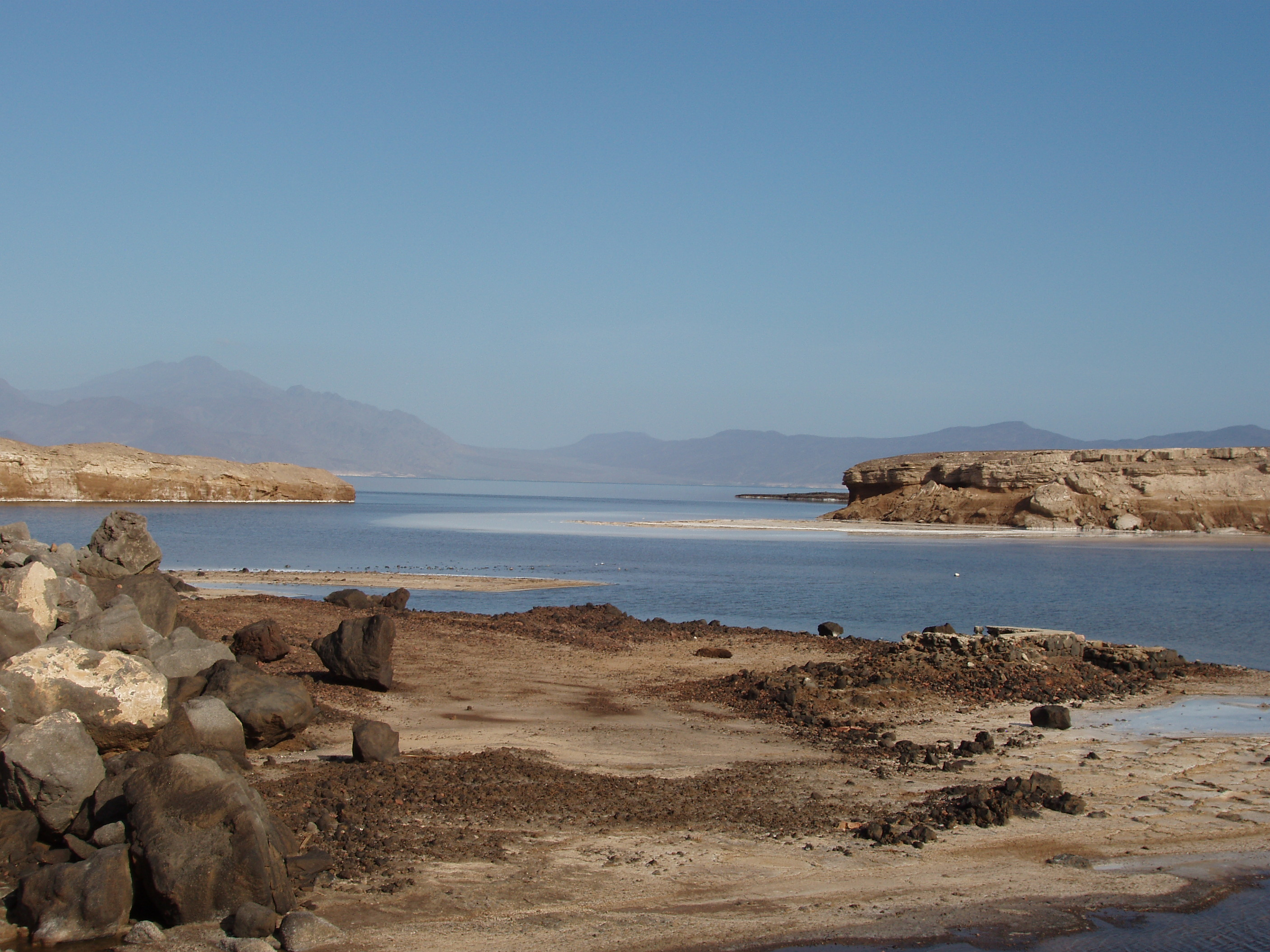
Lago Assal
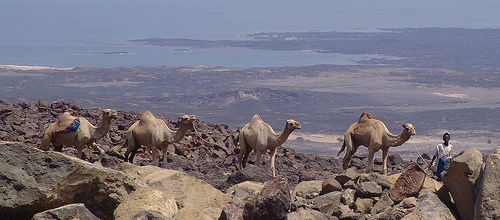
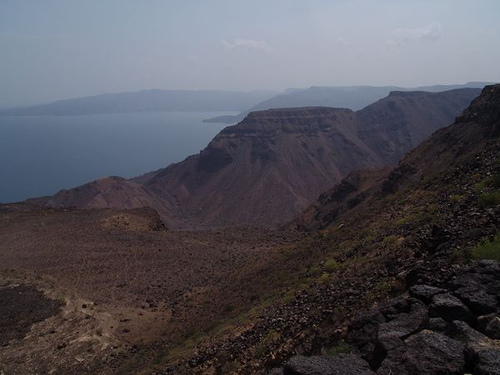
Baia di Goudouk
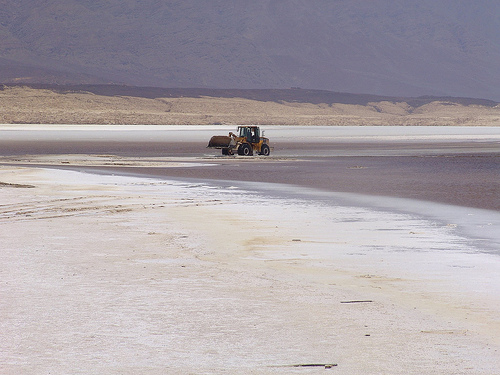